# Hinkelstein (Trittenheim)

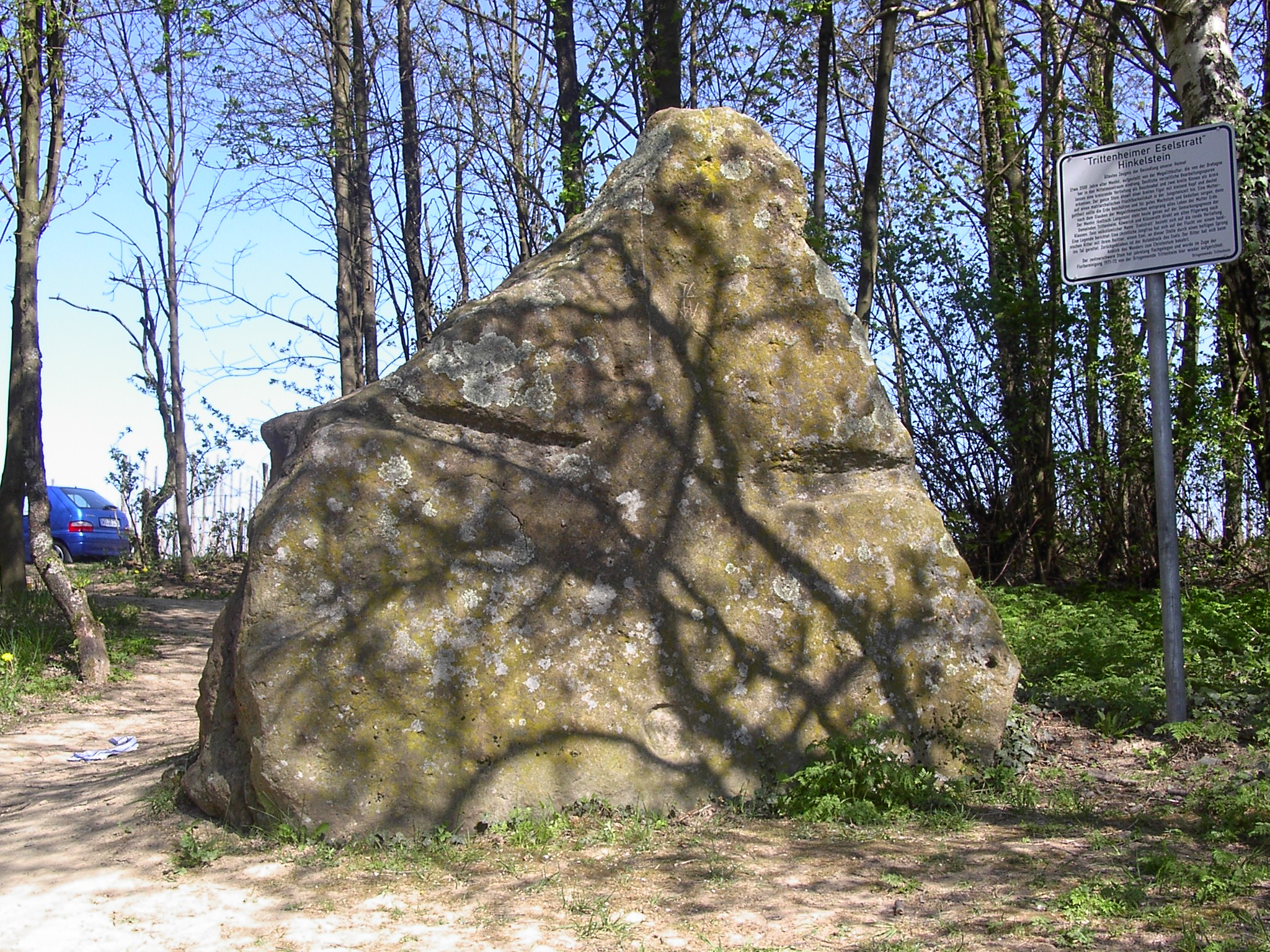
Hinkelstein „Eselstratt“ in der Gemarkung Trittenheim

Der Hinkelstein (im Volksmund auch „Eselstratt“ genannt) ist das älteste Zeugnis der Besiedelung der Gemarkung Trittenheim. Es handelt sich um einen etwa 3500 Jahre alten Menhir, aufgestellt von der seinerzeit in der Region des heutigen Trittenheim lebenden Megalithkultur.
Der Menhir steht auf der Gemarkungsgrenze der Gemeinden Trittenheim, Köwerich und Klüsserath direkt am alten Pilgerweg nach Klausen. Der zentnerschwere Stein wurde im Zuge der Flurbereinigung 1971–1973 von der Ortsgemeinde Trittenheim wieder aufgerichtet.

## Aussehen und Symbolik
Es lassen sich noch heute am Menhir deutliche Bearbeitungsspuren erkennen, so z. B. eine kreisrunde Vertiefung (Bauchnabel) sowie zwei breite Rinnen (Arme). Der Menhir ähnelt somit einer breiten Figur mit kleinem Kopf und deutet auf einen Fruchtbarkeitskult hin (Muttergottheit als Beschützerin der Erde, trägt Sorge für gutes Wachstum und Gedeihen).